# استفانی بیچام
استفانی بیچام (انگلیسی: Stephanie Beacham؛ زادهٔ ۲۸ فوریهٔ ۱۹۴۷) بازیگر اهل بریتانیا است. وی از سال ۱۹۶۷ میلادی تاکنون مشغول فعالیت بوده‌است.
از فیلم‌ها یا برنامه‌های تلویزیونی که وی در آن نقش داشته‌است، می‌توان از تا ابد جوان، اسرار، اسکیزو، دودمان، عشق و بلایای دیگر، جو وحشی، سربازان بورلی هیلز، بلوز زنگ عروسی، در اعماق دریا و کامیاب‌ها نام برد.